# Non mi dir
Non mi dir è il quinto album in studio di Adriano Celentano e il primo pubblicato dalla propria etichetta discografica, Clan Celentano, nel 1964.

## Storia
Viene indicato come primo album dall'elenco ufficiale pubblicato sul sito www.clancelentano.it ma il quinto della discografia effettiva che comprende anche la precedente produzione edita dalla Jolly / SAAR del produttore Walter Guertler. Anche se gli album precedenti sarebbero da considerarsi raccolte di materiale già pubblicato in altro formato, più che nuovi lavori concettualmente inediti.
Tutte le canzoni sono arrangiate dal maestro Detto Mariano, che dirige la sua orchestra.
Del 1995 sono le due edizioni su CD del Clan Celentano: la prima distribuita dalla BMG (catalogo 74321314252) con i 14 brani originali, la seconda (catalogo SP 60752 e 8012842607523) con gli stessi più la bonus track Amami e baciami, che proviene dal 'Disco Tris' del 1962 Stai lontana da me/Amami e Baciami/Sei rimasta sola.
L'album originale, senza traccia aggiuntiva, è stato rimasterizzato su CD nel 2013 (catalogo 3259130004960) con tecniche digitali.
Nelle ristampe su CD degli anni '90, i crediti per il testo e la musica di alcuni brani sono diversi da quelli riportati sull'album originale o depositati alla SIAE. Il fatto venne lamentato ripetutamente dallo stesso Don Backy, anche in sede legale, dopo la sua separazione dal Clan. Per contro, nelle ristampe dell'album Il ragazzo della via Gluck, che contiene molte di queste canzoni, le firme tornano ad essere quelle corrette e originali.
La raccolta Adriano Celentano Special è una ristampa del 1965 su LP, catalogata come raccolta (Clan ACC LP 40002), che conserva lo stesso ordine dei brani, ma ha diversa copertina e titolo. Inoltre, pur essendo un disco pubblicato dall'etichetta Clan, non figura nella discografia delle raccolte sul sito ufficiale.

## Copertina
La copertina originale raffigura Celentano che legge un giornale indossando un paio di occhiali da sole.

## I brani
Primo album dell'artista dopo il matrimonio con Claudia Mori e la nascita della prima figlia; la nuova situazione personale traspare in alcune canzoni, che diventano più riflessive e tranquille. I pezzi più ritmati rimangono quelli pubblicati nel 1962 sui singoli più vecchi, ovvero Stai lontana da me, Sei rimasta sola e Pregherò.

Anche le altre canzoni dell'album erano già apparse su 45 giri durante il 1963 e il 1964, eccetto Uno strano tipo e Capirai mai pubblicate su singolo per il mercato italiano.
- Stai lontana da me
Cover di Tower of Strength, singolo e album omonimo (1961) di Gene McDaniels, con testo in lingua originale di Bob Hilliard. Con questa canzone, pubblicata nel "Disco Tris",[4][5] Celentano vince l'edizione del Cantagiro 1962.
- Pregherò
Cover del singolo Stand by Me (1961) di Ben E. King, che è anche uno degli autori. Nella versione di Celentano, pubblicata su singolo nel 1962 e su quest'album, la musica risulta invece firmata Ricky Gianco. Questa informazione sarà corretta nelle ristampe successive, dopo la scoperta che il brano è una cover. Nel testo in italiano, curato da Don Backy, sono affrontate per la prima volta le tematiche religiose, che successivamente diventeranno una consuetudine nella produzione di Celentano.
- Non mi dir
Cover del brano Symphonie, dei francesi André Tabet e Alex Alstone, orchestrato/arrangiato da Roger Bernstein e interpretato nel 1945 sia da Jacques Pills (alias René Ducos), sia da Marlene Dietrich. È la canzone che intitola l'album e che, come la precedente, ma solo parecchio tempo dopo la sua pubblicazione, è stata svelata essere cover di un altro brano straniero.
- Il problema più importante
Cover di If You Gotta Make a Fool of Somebody, singolo (1961) e album eponimo James Ray (1962) di James Jay Raymond.
- Chi ce l'ha con me
Rock cantato a squarciagola con un'introduzione parlata in cui Celentano dialoga con Detto Mariano. Insieme a Ciao ragazzi fa parte di un Extended Play di 4 canzoni, pubblicato nel 1964.[10] Gli altri due brani sono Voglio dormire (cantata da Don Backy) e Sono un fallito (interpretata da Gino Santercole). Quest'ultima sarà poi incisa anche dallo stesso Celentano nell'album I miei americani del 1984.

## Tracce
L'anno indicato è quello di pubblicazione del singolo. Durate dei brani riportate sul tondo del vinile ACC-S/LP 40002.
Lato A
1. Stai lontana da me (Tower of Strength) – 2:13 (testo: Mogol – musica: Burt Bacharach) – 1962[4][5]
2. Sei rimasta sola – 2:22 (testo: Miki Del Prete – musica: Ricky Gianco) – 1962[4][5]
3. Uno strano tipo[11] – 2:05 (testo: Miki Del Prete, Mogol, Don Backy – musica: Adriano Celentano, Mariano Detto) – 1964[9]
4. Pregherò (Stand by Me) – 2:59 (testo: Don Backy – musica: Ben E. King, Elmo Glick[12]) – 1962
5. Grazie, prego, scusi – 2:05 (testo: Miki Del Prete, Mogol – musica: Pino Massara) – 1963
6. Capirai – 1:55 (testo: Mogol – musica: Pino Massara) – 1964[9]
7. Ciao ragazzi – 2:33 (testo: Miki Del Prete, Mogol – musica: Adriano Celentano, Mariano Detto) – 1964

Lato B
1. Non mi dir (Symphonie) – 2:12 (testo: Miki Del Prete, Claudio Adorni – musica: André Tabet, Alex Alstone) – 1964
2. È inutile davvero – 2:35 (testo: Miki Del Prete, Mogol – musica: Gino Santercole, Mariano Detto) – 1964
3. Le notti lunghe – 2:00 (testo: Adricel – musica: Paolo Zavallone, Pino Massara, Adriano Celentano) – 1963
4. Il problema più importante (If You Gotta Make a Fool of Somebody) – 2:31 (testo: Luciano Beretta, Miki Del Prete – musica: Rudy Clark) – 1964
5. Sabato triste – 3:23 (testo: Miki Del Prete, Don Backy – musica: Adriano Celentano, Mariano Detto) – 1963
6. Non piangerò – 2:25 (testo: Miki Del Prete, Mogol – musica: Pino Massara, Mariano Detto) – 1964
7. Chi ce l'ha con me – 3:20 (testo: Miki Del Prete, Mogol – musica: Pino Massara) – 1964

Bonus track, 1995 - CD (SP 60752 e 8012842607523)
1. Amami e baciami – 1:58 (testo: Miki Del Prete – musica: Valerio Vancheri, Adriano Celentano) – 1962[4][5]

Durata totale: 36:29

## Formazione
- Adriano Celentano - voce, chitarra

### I Ribelli
- Gianni Dall'Aglio - batteria
- Giorgio Benacchio - chitarra
- Detto Mariano - tastiere, seconda voce
- Natale Massara - sax, fiati
- Jean Claude Bichara - basso
- Philippe Bichara - chitarra, percussioni